# DC每日新聞
《DC每日新聞》（英語：DC Daily）是一檔美國每日網絡新聞節目，由蒂芙尼·史密斯主持，於2018年9月15日在DC宇宙流媒體平台首播，2020年7月3日播出最後一集。主題為與DC漫畫以及流媒體平台所播出的原創節目相關的新聞內容。

## 梗概
《DC每日新聞》播報與DC宇宙流媒體原創節目以及DC漫畫相關的新聞內容。節目主要包括以下環節：
- 《DC新聞頭條》（Headlines）板塊內容為每日新聞簡報；
- 《DC新聞報告》（Reports）板塊對即將出版、發行或上映的書籍、電影或電視劇深入訪談；
- 《DC新聞討論》（Talk）為小組討論。

## 製作

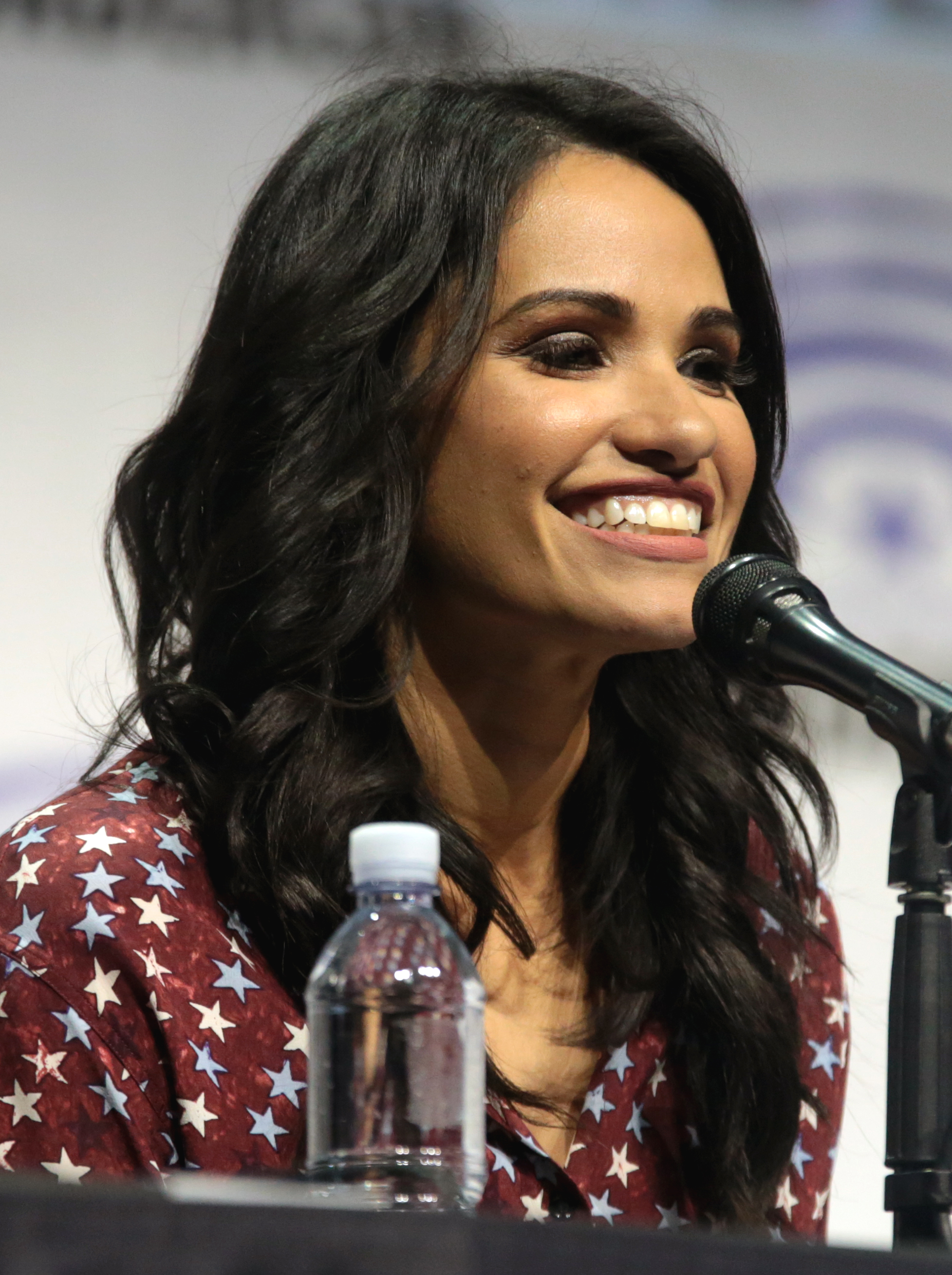
主播：蒂芙尼·史密斯

### 開發
2018年8月22日，DC宇宙流媒體宣佈計劃推出一檔新聞節目，《DC每日新聞》（DC Daily）。8月29日，由凯文·史密斯主持的先行宣發活動在Facebook、Twitch和YouTube上直播，活動介紹了節目的形式和內容。並公佈了節目由蒂芙尼·史密斯擔當主持，约翰·巴洛曼、山姆·萊文、哈莉·奎茵·史密斯、山姆·漢弗萊斯、赫克托·納瓦羅、克拉克·沃爾夫、布萊恩·湯、馬克婭·麥卡蒂和約翰·康羅尼斯為聯合主持。2018年9月15日，DC宇宙流媒體正式完整運行，節目於同日首播，此後每週推出5集節目。
2020年6月8日，華納宣佈取消製作該節目，最後一集定於2020年7月3日播出。網站編輯傑夫·斯奈德（Jeff Sneider）認為，《DC每日新聞》是DC Universe串流媒體平台上製作成本最低的節目，該節目被取消與受2019冠狀病毒病疫情影響造成製作難度增加有關。

### 拍攝
攝製組在加利福尼亞州伯班克的華納兄弟數字網絡工作室內新建了2100平方英尺的攝影棚用於節目拍攝。棚內包括了各種DC漫畫角色的大型展板、雕像等周邊。

## 資料來源
1. 1 2  Pedersen, Erik. . Deadline Hollywood. 2018-08-22  [2018-09-22]. （原始内容存档于2018-10-03） （美国英语）.
2. ↑  Liptak, Andrew. . The Verge. 2018-08-22  [2018-09-22]. （原始内容存档于2018-09-01） （美国英语）.
3. ↑  Holbrook, Damian. . TV Insider. 2018-08-22  [2018-09-22]. （原始内容存档于2018-09-01） （美国英语）.
4. ↑  Paur, Joey. . GeekTyrant. 2018-08-23  [2018-09-22] （美国英语）.
5. ↑  Anderson, Jenna. . ComicBook.com. 2018-08-29  [2018-09-22]. （原始内容存档于2018-09-01） （美国英语）.
6. ↑  Goldberg, Lesley. . 好萊塢報道. 2018-08-29  [2018-09-22]. （原始内容存档于2018-09-01） （美国英语）.
7. ↑  Sottile, Alexis. . SyFy. 2018-09-15  [2018-09-22]. （原始内容存档于2018-09-16） （美国英语）.
8. ↑  Sneider, Jeff. . Collider. 2020-06-08  [2020-06-09]. （原始内容存档于2020-06-08） （美国英语）.

## 外部連結
- 互联网电影数据库（IMDb）上《DC每日新聞》的资料（英文）